# Gordon Hayward
Gordon Daniel Hayward (Brownsburg, Indiana, 23 de marzo de 1990) es un exjugador de baloncesto estadounidense que disputó catorce temporadas en la NBA. Con 2,01 metros de estatura, jugaba en la posición de alero.

## Trayectoria deportiva

### High School
Hayward asistió al Instituto Brownsburg, donde en su año sénior (2007-08) fue incluido en el mejor quinteto del estado y lideró a Brownsburg al campeonato estatal Indiana Class 4A. En la final del campeonato, Hayward anotó la canasta ganadora en la bocina para derrotar al Instituto Marion por 40-39. Hayward promedió 18 puntos, 8,4 rebotes y 3,6 asistencias por encuentro en su año sénior y fue nombrado Jugador del Año por el Indianapolis Star.

### Universidad
Hayward eligió la Universidad de Butler, donde jugó al baloncesto durante dos años, y fue entrenado por Brad Stevens. En su primer año promedió 13.1 puntos y 6.5 rebotes, y fue incluido en el mejor quinteto de la Horizon League y nombrado mejor novato del año de la conferencia. Al finalizar la temporada fue seleccionado por la selección de baloncesto de Estados Unidos para participar en el Campeonato del Mundo Sub-19 en Auckland, Nueva Zelanda. Hayward promedió 10 puntos y 5.7 rebotes por partidos, ayudó al equipo a ganar la medalla de oro y fue incluido en el mejor quinteto del evento.
Durante la temporada 2009-10, Hayward fue el único jugador de la Horizon League en finalizar entre los cinco mejores en los apartados estadísticos de anotación y rebotes; además de estar entre los diez primeros en porcentaje de tiros de campo, tapones, rebotes ofensivos, rebotes defensivos (lideró la liga) y minutos por partido. Hayward fue nombrado Jugador del Año de la Horizon League e incluido en el tercer equipo del ESPN The Magazine Academic All-American. En el torneo de la NCAA fue galardonado con el MVP de la West Region y lideró a Butler a la final del campeonato universitario, donde fueron derrotados por Duke por 61-59.

#### Estadísticas
| Año     | Equipo | PJ | MPP  | %TC  | %3P  | %TL  | RPP | APP | ROB | TPP | PPP  |
| ------- | ------ | -- | ---- | ---- | ---- | ---- | --- | --- | --- | --- | ---- |
| 2008-09 | Butler | 32 | 32.7 | .479 | .448 | .815 | 6.4 | 1.9 | 1.5 | .9  | 13.1 |
| 2009-10 | Butler | 37 | 33.5 | .464 | .294 | 829  | 8.2 | 1.7 | 1.1 | .8  | 15.5 |
| Total   | Total  | 69 | 33.1 | .470 | .369 | .824 | 7.4 | 1.8 | 1.3 | .9  | 14.4 |

### Profesional

#### Utah Jazz
Fue seleccionado por Utah Jazz en la 9.ª posición del Draft de la NBA de 2010. Jugó siete temporadas en el equipo de Salt Lake City, en las que promedió 15,7 puntos, 4,2 rebotes y 3,4 asistencias por partido, llegando a ser All-Star en el año 2017.

#### Boston Celtics
En julio de 2017 firmó por cuatro temporadas con los Boston Celtics. Su primera temporada con los verdes se vio truncada cuando, el 17 de octubre de 2017, en el partido de su debut contra los Cavs, se fracturó la tibia y el tobillo diciendo adiós a toda la temporada.
Hayward volvió a jugar un año después, el 16 de octubre de 2018.
Al inicio de la temporada 2019-20, el 9 de noviembre de 2019, Hayward sufre una fractura en la mano que le hace perderse de nuevo varios encuentros.

#### Charlotte Hornets
Después de tres años en Boston, el 19 de noviembre de 2020, Hayward rechaza una ampliación de contrato con los Celtics de $34 millones. Y es traspasado, mediante un sign-and-trade a Charlotte Hornets, con los que extiende su contrato por 4 años y $120 millones. El 16 de diciembre, en un partido de pretemporada ante Toronto Raptors, Hayward sufre una fractura por avulsión en el quinto metacarpiano de su mano derecha. El 7 de enero de 2021, consigue la mayor anotación de su carrera con 44 puntos, en la victoria ante Atlanta Hawks.

#### Oklahoma City Thunder
El 8 de febrero de 2024 es traspasado a Oklahoma City Thunder a cambio de Vasilije Micić, Tre Mann y Dāvis Bertāns.

### Retirada
Tras media temporada en Oklahoma, el 1 de agosto de 2024, anunció su retirada del baloncesto profesional.

## Estadísticas de su carrera en la NBA

### Temporada regular
| Año      | Equipo        | PJ  | PT  | MPP  | %TC  | %3P  | %TL  | RPP | APP | ROB | TPP | PPP  |
| -------- | ------------- | --- | --- | ---- | ---- | ---- | ---- | --- | --- | --- | --- | ---- |
| 2010-11  | Utah          | 72  | 17  | 16.9 | .485 | .473 | .711 | 1.9 | 1.1 | .4  | .3  | 5.4  |
| 2011-12  | Utah          | 66  | 58  | 30.5 | .456 | .346 | .832 | 3.5 | 3.1 | .8  | .6  | 11.8 |
| 2012-13  | Utah          | 72  | 27  | 29.2 | .435 | .415 | .827 | 3.1 | 3.0 | .8  | .5  | 14.1 |
| 2013-14  | Utah          | 77  | 77  | 36.4 | .413 | .304 | .816 | 5.1 | 5.2 | 1.4 | .5  | 16.2 |
| 2014-15  | Utah          | 76  | 76  | 34.4 | .445 | .364 | .812 | 4.9 | 4.1 | 1.4 | .4  | 19.3 |
| 2015-16  | Utah          | 80  | 80  | 36.2 | .433 | .349 | .824 | 5.0 | 3.7 | 1.2 | .3  | 19.7 |
| 2016-17  | Utah          | 73  | 73  | 34.5 | .471 | .398 | .844 | 5.4 | 3.5 | 1.0 | .3  | 21.9 |
| 2017-18  | Boston        | 1   | 1   | 5.0  | .500 | .000 | .000 | 1.0 | .0  | .0  | .0  | 2.0  |
| 2018-19  | Boston        | 72  | 18  | 25.6 | .466 | .333 | .834 | 4.5 | 3.4 | .9  | .3  | 11.5 |
| 2019-20  | Boston        | 52  | 52  | 33.5 | .500 | .383 | .855 | 6.7 | 4.1 | .7  | .4  | 17.5 |
| 2020-21  | Charlotte     | 44  | 44  | 34.0 | .473 | .415 | .843 | 5.9 | 4.1 | 1.2 | .3  | 19.6 |
| 2021-22  | Charlotte     | 49  | 48  | 31.9 | .459 | .391 | .846 | 4.6 | 3.6 | 1.0 | .4  | 15.9 |
| 2022-23  | Charlotte     | 50  | 50  | 31.5 | .475 | .325 | .811 | 4.3 | 4.1 | .8  | .2  | 14.7 |
| 2023-24  | Charlotte     | 25  | 25  | 31.9 | .468 | .361 | .765 | 4.7 | 4.6 | 1.1 | .5  | 14.5 |
| 2023-24  | Oklahoma City | 26  | 3   | 17.2 | .453 | .517 | .692 | 2.5 | 1.6 | .5  | .0  | 5.3  |
| Total    | Total         | 835 | 649 | 30.7 | .455 | .370 | .822 | 4.4 | 3.5 | 1.0 | .4  | 15.2 |
| All-Star | All-Star      | 1   | 0   | 17.3 | .571 | .000 | —    | 1.0 | 2.0 | 4.0 | .0  | 8.0  |

### Playoffs
| Año   | Equipo        | PJ | PT | MPP  | %TC  | %3P  | %TL   | RPP | APP | ROB | TPP | PPP  |
| ----- | ------------- | -- | -- | ---- | ---- | ---- | ----- | --- | --- | --- | --- | ---- |
| 2012  | Utah          | 4  | 4  | 30.8 | .182 | .083 | 1.000 | 2.8 | 3.0 | .8  | .0  | 7.3  |
| 2017  | Utah          | 11 | 11 | 37.4 | .441 | .412 | .934  | 6.1 | 3.4 | .9  | .3  | 24.1 |
| 2019  | Boston        | 9  | 0  | 29.7 | .414 | .375 | 1.000 | 3.7 | 2.4 | .7  | .3  | 9.6  |
| 2020  | Boston        | 5  | 1  | 31.4 | .400 | .292 | .875  | 4.0 | 2.8 | 1.4 | .4  | 10.8 |
| 2024  | Oklahoma City | 7  | 0  | 6.6  | .000 | —    | —     | 1.9 | .4  | .1  | .1  | .0   |
| total | total         | 36 | 16 | 27.9 | .401 | .352 | .950  | 4.1 | 2.4 | .8  | .3  | 12.1 |